# Mathias Bourgue
Mathias Bourgue (ur. 18 stycznia 1994 w Awinionie) – francuski tenisista.

## Kariera tenisowa
W przeciągu kariery wygrał dwa singlowe turnieje rangi ATP Challenger Tour.
W 2014 roku zadebiutował w imprezie Wielkiego Szlema podczas turnieju French Open w grze podwójnej. Startując w parze z Paul-Henrim Mathieu odpadł w pierwszej rundzie turnieju.
W 2016 roku wystąpił z „dziką kartą” w turnieju głównym French Open. Po pokonaniu Jordiego Sampera-Montañii dotarł do drugiej rundy turnieju, w której przegrał z Andym Murrayem.
Najwyżej sklasyfikowany w rankingu gry pojedynczej był na 140. miejscu (24 kwietnia 2017), a w klasyfikacji gry podwójnej na 727. pozycji (17 maja 2021).

### Zwycięstwa w turniejach ATP Challenger Tour w grze pojedynczej
| Końcowy wynik | Nr | Data            | Turniej   | Nawierzchnia  | Przeciwnik              | Wynik finału  |
| ------------- | -- | --------------- | --------- | ------------- | ----------------------- | ------------- |
| Zwycięzca     | 1. | 21 czerwca 2015 | Blois     | Ceglana       | Daniel Muñoz de la Nava | 2:6, 6:4, 6:2 |
| Zwycięzca     | 2. | 19 lutego 2017  | Cherbourg | Twarda (hala) | Maximilian Marterer     | 6:3, 7:6(3)   |